# Whois
Whois = "who is" er et engelsksproget udtryk, som på dansk betyder "hvem er".
Betegnelsen whois bruges om en internet-søgning, hvor man kan finde oplysninger på domænenavne.
Adskillige websteder/tjenester på internettet tilbyder whois søgning, hvor svarene bl.a. omfatter oplysninger om registranten, dvs. den person, institution eller virksomhed, som har registreret domænet, og dermed ejer domænet.
Eksempler på sådanne whois websteder er: http://whois.domaintools.com og http://www.whois-search.com
Af mere officielle databaser for internationale domænenavne findes ifølge DK Hostmaster A/S: PIR Whois (Public Interest Registry) for navne, der ender på .org. Mens der for andre top-level internetdomæner henvises til oversigten over administratorer på IANA's hjemmeside (IANA = Internet Assigned Numbers Authority).
Whois søgning på danske domænenavne (.dk-topdomænet) kan ske på DK Hostmaster A/S's websted http://www.dk-hostmaster.dk under 'Selvbetjening', 'Find domænenavn', dvs. siden Oplysning om domænenavne.
En .dk whois søgning her på www.dk-hostmaster.dk vil oplyse følgende:
- Hvornår domænet er registreret (altså registreret første gang), og hvilken status domænet har, fx 'Aktivt'.
- Hvem registranten (den nuværende registrant) er, oplyst med navn, adresse og telefonnummer.
- Hvem der er 'fuldmægtig', altså om registranten har givet fuldmagt til en anden.
- Navneservernes betegnelse(r).

(Hvis det forespurgte .dk domænenavn er ledigt, altså ikke for tiden er registreret, vil dette blive oplyst i stedet for de nævnte registreringsoplysninger).
Disse whois oplysninger/svar fra DK Hostmaster A/S om eksisterende domæner er lidt mere sparsomme end de oplysninger som andre whois websteder/tjenester giver ved søgning i den samme database hos DK Hostmaster A/S. Idet disse andre også kan oplyse om forlængelsesperiodens længde (fx 1 år eller 5 år), og om hvornår registreringen udløber, dvs. hvor langt frem i tiden der er betalt for at opretholde registreringen.
Eksempelvis oplyser en whois søgning på Netnationen.dk disse 'ekstra' oplysninger om registreringsperiode. (Og for nogle domæner kan Netnationen.dk også give andre oplysninger fra andre kilder end DK Hostmaster A/S).
For internationale domænenavne som .com og .net er det desuden almindeligt ved whois søgning at registrantens mailadresse bliver oplyst. Og på nogle whois websteder oplyses også om, hvor mange domæner den pågældende mailadresse er knyttet til.